# Analgidae
Analgidae zijn  een familie van mijten. Bij de familie zijn 35 geslachten met circa 185 soorten ingedeeld.

## Taxonomie
De volgende taxa zijn bij de familie ingedeeld:
- Onderfamilie Analginae
- Onderfamilie Ancyralginae
- Onderfamilie Anomalginae
- Onderfamilie Kiwialginae
- Onderfamilie Megniniinae
- Onderfamilie Protalginae
- Onderfamilie Tillacarinae